# 小行星6163
小行星6163（英語：6163 Reimers）是一颗围绕太阳公转的小行星。1977年3月16日，H.-E. Schuster在拉西拉天文台发现了此天体。
这颗小行星的绝对星等为146.29308992759等。